# Romain III Argyre
Vous lisez un « bon article » labellisé en 2020.
Pour les articles homonymes, voir Romain et Argyre.
Romain III Argyre (en grec : Ρωμανός Γʹ Ἀργυρός), né en 968 et mort le 11 avril 1034, est un empereur byzantin ayant régné du 11 novembre 1028 à 1034. Il est le petit-fils de Romain Argyre et de son épouse Agathe Lécapène, elle-même fille de Romain Ier Lécapène.
Issu de l'aristocratie, il occupe différentes hautes fonctions administratives quand survient la mort de Constantin VIII en 1028. Celui-ci est le dernier représentant mâle de la prestigieuse dynastie macédonienne, qui ne survit plus qu'au travers de ses deux filles, Zoé et Théodora. Sur son lit de mort, Constantin leur cherche un mari pour pérenniser la présence sur le trône de sa famille. Perçu comme plus influençable que d'autres prétendants, c'est Romain qui est choisi pour épouser Zoé. Lors de son règne, il s'attelle à poursuivre l'effort expansionniste des Macédoniens en Orient avec des résultats contrastés, dont les succès tiennent moins à ses capacités personnelles qu'à celles de ses généraux. Néanmoins, à sa mort, les frontières de l'Empire sont préservées voire renforcées sur les différents fronts.
À l'intérieur, s'il est parfois accusé de mesures fiscales favorables aux plus aisés, il semble avoir rapidement instauré une rigueur fiscale qui suscite des inimitiés. Surtout, sa légitimité fragile est régulièrement remise en question, y compris par Théodora et Zoé. Cette dernière, dont l'union avec Romain n'est animée que de sentiments politiques, se détourne de plus en plus de son mari, lequel lui rend la pareille. Finalement, en 1034, il meurt dans des circonstances mystérieuses, qui laissent ouverte la piste d'un complot ou d'un empoisonnement dans le cercle proche du pouvoir. Michel IV, l'amant d'alors de Zoé, lui succède.

## Sources
Du côté byzantin, deux chroniqueurs principaux permettent d'appréhender le règne de Romain III. D'un côté, Jean Skylitzès, dont la chronique est favorable à l'empereur et à ses décisions, notamment la suppression de l’allèlengyon, ce qui peut expliquer le sens de la description de certains passages, à l'image du mariage avec Zoé pour lequel Skylitzès estime que le divorce de Romain de sa première épouse est justifié. De l'autre, Michel Psellos, intellectuel majeur de son temps et figure politique dans les années 1060-1070, est bien plus critique envers Romain III, dont il moque tant les aspirations à la gloire que ses espoirs de descendance avec Zoé et voit en lui un intellectuel snob. D'autres écrits byzantins plus tardifs peuvent être mobilisés, comme la chronique de Jean Zonaras, largement influencée par Skylitzès. Yahyā d'Antioche apporte un éclairage extérieur intéressant, tant sur la politique intérieure byzantine que sur les relations byzantino-arabes, puisqu'il est lui-même d'origine jacobite. Mathieu d'Édesse, chroniqueur plus tardif, écrit aussi sur cette période mais il est souvent critique envers les autorités byzantines du fait de la répression menée contre les Chrétiens d'Orient. De même, Aristakès Lastivertsi blâme Romain III pour les mêmes raisons et le qualifie d'immature au caractère fruste.

## Contexte général

L'Empire byzantin en 1025.

En 1025, la mort de Basile II laisse l'Empire dans sa plus grande extension depuis les temps d'Héraclius. L'empereur a rétabli la domination byzantine sur la péninsule balkanique en annexant le premier Empire bulgare et renforcé les positions impériales en Orient par l'intégration de principautés caucasiennes. Quand il meurt, il est sur le point de lancer une expédition en Sicile. Seulement, ni lui, ni son frère et successeur Constantin VIII (1025-1028) n'ont de descendant mâle susceptible de pérenniser la puissante dynastie macédonienne, au pouvoir depuis le milieu du IXe siècle. Parfois contestée, elle a néanmoins réussi à instaurer une légitimité dynastique inédite dans l'ordre politique romano-byzantin. Seules Zoé et Théodora, les filles de Constantin VIII, peuvent encore incarner cette légitimité et jouissent d'une grande popularité mais elles ne peuvent espérer gouverner seules sur le trône. De ce fait, la mort de Constantin VIII ouvre sur une période de concurrence entre les grandes familles de l'Empire, d'abord pour conquérir la main de l'une des deux sœurs, ensuite pour instaurer une nouvelle dynastie à la tête de l'Empire byzantin,.

## Origines familiales et ascension
Romain Argyre naît en 968. Il appartient à la famille des Argyre, issue de l'aristocratie anatolienne, qui apparaît avec certitude au IXe siècle mais dont certains de ses membres sont peut-être déjà d'une certaine notoriété un siècle plus tôt. Le père de Romain n'est pas connu avec certitude. Il pourrait s'agir de Pothos Argyre, qui vainc un raid magyar en 958 ou d'Eustathe Argyre, connu pour avoir composé un poème en l'honneur de Romain II en 950. Le grand-père de Romain est un homonyme, qui a épousé une dénommée Agathe, fille de l'empereur Romain Ier Lécapène (919-944).
Romain a plusieurs frères et sœurs dont Basile Argyre, général sous Basile II (976-1025), Léon Argyre qui sert sous le même empereur et meurt à l'occasion d'une campagne en Italie en 1017, Pulchérie Argyropoulina qui épouse le magistros Basile Sklèros, une autre sœur qui épouse Constantin Karantènos, dux (duc) d'Antioche et Marie Argyropoulina, mariée à Giovanni Orseolo, fils du doge Pietro II Orseolo,.
Il sert comme kritès (juge) de l'Opsikion avec le rang de protospathaire, l'un des plus élevés de la hiérarchie judiciaire, souvent décerné à d'importants généraux ou gouverneurs provinciaux. Il est connu pour avoir persécuté des hérétiques à Akmoneia. Il est ensuite promu au poste de quaestor et devient l'un des juges de l'Hippodrome, sorte de cour suprême de l'Empire. Il est alors cité dans le Peira, compilation de décisions légales rédigée par Eustathe Rhomaios. Continuant sa progression, il est élevé au rang de patrice et occupe le poste d’oikonomos (administrateur) de Sainte-Sophie, tout en dirigeant toujours la cour précitée. Sous l'empereur Constantin VIII, il détient le poste de préfet de Constantinople, ce qui fait de lui le chef formel du Sénat et l'un des principaux conseillers de l'empereur. Selon Anthony Kaldellis, si sa carrière est celle d'un homme de la haute société, elle n'est pas spécialement remarquable par rapport à d'autres de ses contemporains.

## Arrivée sur le trône

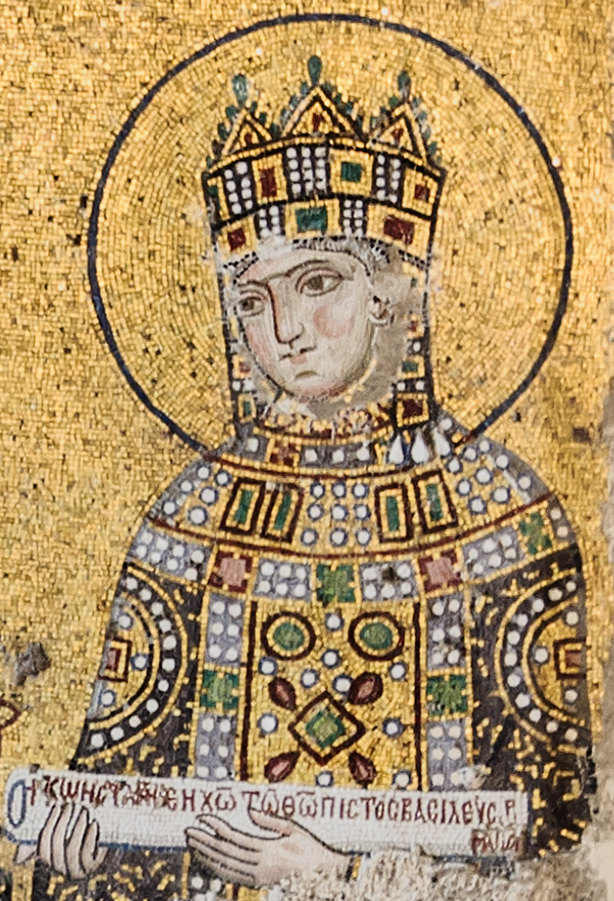
Mosaïque représentant Zoé Porphyrogénète dans la basilique Sainte-Sophie.

A la fin de l'année 1028, Constantin VIII est sur son lit de mort. Sans descendance, il espère encore sauvegarder la dynastie macédonienne. Il convoque Constantin Dalassène, venu d'Antioche, pour qu'il épouse sa fille la plus âgée, Zoé. Dalassène est le dux d'Antioche, un poste militaire éminent. C'est un général expérimenté, loyal envers la dynastie et surtout un membre influent de l'aristocratie. Mais les conseillers de l'empereur ne souhaitent pas d'une figure militaire trop influente comme souverain et le persuadent de choisir Romain, qu'ils voient comme plus malléable. Seulement, Romain est alors marié à une dénommée Hélène avec qui il n'a pas eu d'enfants. L'empereur ne s'arrête pas à ce détail et place son favori devant un choix simple : divorcer d'Hélène ou être aveuglé. Hélène aurait alors consenti à se retirer dans un monastère, ce qui ouvre la voie à un remariage pour Romain. Si les différentes sources s'accordent sur le déroulement des événements, une divergence apparaît entre d'une part Michel Psellos et, d'autre part, Yahyā d'Antioche et Jean Skylitzès. Si les deux derniers mettent l'accent sur le retrait volontaire d'Hélène dans un couvent, ce qui légitime le divorce, Psellos est plus ambigu, estimant qu'elle a été dupée et donc que son consentement n'est pas garanti. Quoi qu'il en soit, l'union intervient le 12 novembre 1028, trois jours avant la mort de Constantin et malgré l'opposition de Théodora, mentionnée par Jean Skylitzès. Elle aurait notamment invoqué le fait que Romain ne soit pas veuf ainsi que son degré de parenté avec Zoé. En effet, deux filles de Romain Lécapène ont épousé Romain Argyre (le grand-père de Romain III) et Constantin VII (l'arrière-grand-père de Zoé), induisant une parenté au septième degré. Cependant, l'obstacle est levé par un synode.

## Politique étrangère

### La poursuite de l'expansion territoriale en Syrie

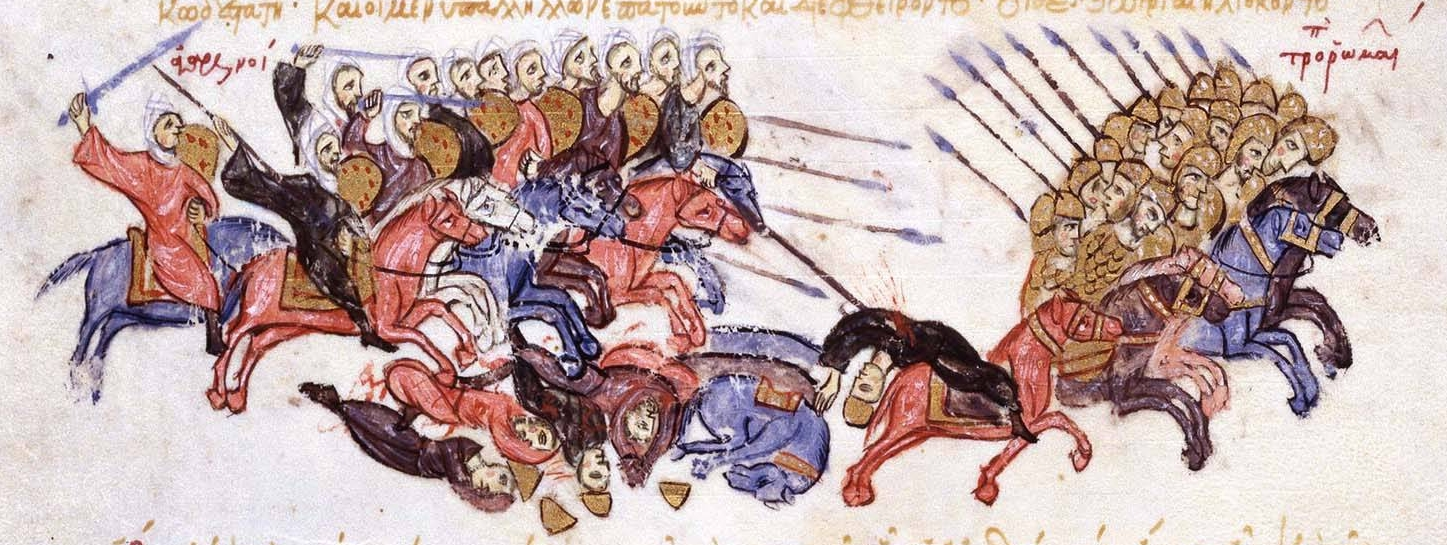
Miniature de la Chronique de Skylitzès de Madrid représentant la défaite d'Azâz.

Si Romain III semble avoir assez peu d'expérience de la guerre, il est tenté par la gloire militaire. C'est en tout cas ce qui ressort du récit de Psellos qui le vilipende pour cette prétention et la violation qu'elle entraîne d'une paix solide avec les Arabes. Il agirait alors à l'inverse du principe de paix qui devrait guider l'empereur dans l'idéologie impériale byzantine. En 1030, contre l'avis de ses officiers, il conduit en personne une expédition contre les Mirdassides d'Alep qui ont pourtant reconnu la suzeraineté byzantine. Il semble avoir eu pour ambition de profiter de la mort récente de Salah ibn Mirdas, émir entre 1025 et 1029, pour intégrer la cité directement dans le giron impérial en plaçant à sa tête Mansour ibn Lu'lu', un ancien émir de la ville renversé en 1016,. Mais la campagne est un échec important. L'armée, installée sur un terrain près d'Azaz, perd ses éclaireurs qui tombent dans une embuscade,. Bientôt, les Arabes encerclent les Byzantins qui sont coupés de leur principale source d'eau. Une attaque de cavalerie de Constantin Dalassène est elle aussi vaincue et Romain, après un conseil de guerre, décide de se replier alors que le moral de l'armée est au plus bas. Le 10 août, après avoir brûlé leurs armes de siège, les soldats commencent leur retraite en direction d'Antioche. C'est à ce moment-là que l'émir d'Alep Nasr ibn Salih lance une attaque contre les Byzantins, surpris, qui s'enfuient dans le désordre. Seul le régiment impérial de l'Hétairie tient bon, permettant à Romain d'échapper de peu à la capture. Jean Skylitzès écrit que la déroute se solde par d'importantes pertes, des soldats étant piétinés dans la cohue mais Yahyā d'Antioche souligne les pertes limitées des Byzantins en dépit de la panique. Il rapporte que deux dignitaires importants sont malgré tout tués et qu'un officier est fait prisonnier, tandis que les richesses du camp tombent entre les mains des Arabes,. Selon Mathieu d'Édesse et les sources arabes, Constantin Dalassène aurait affaibli la position de Romain III en conspirant contre lui.

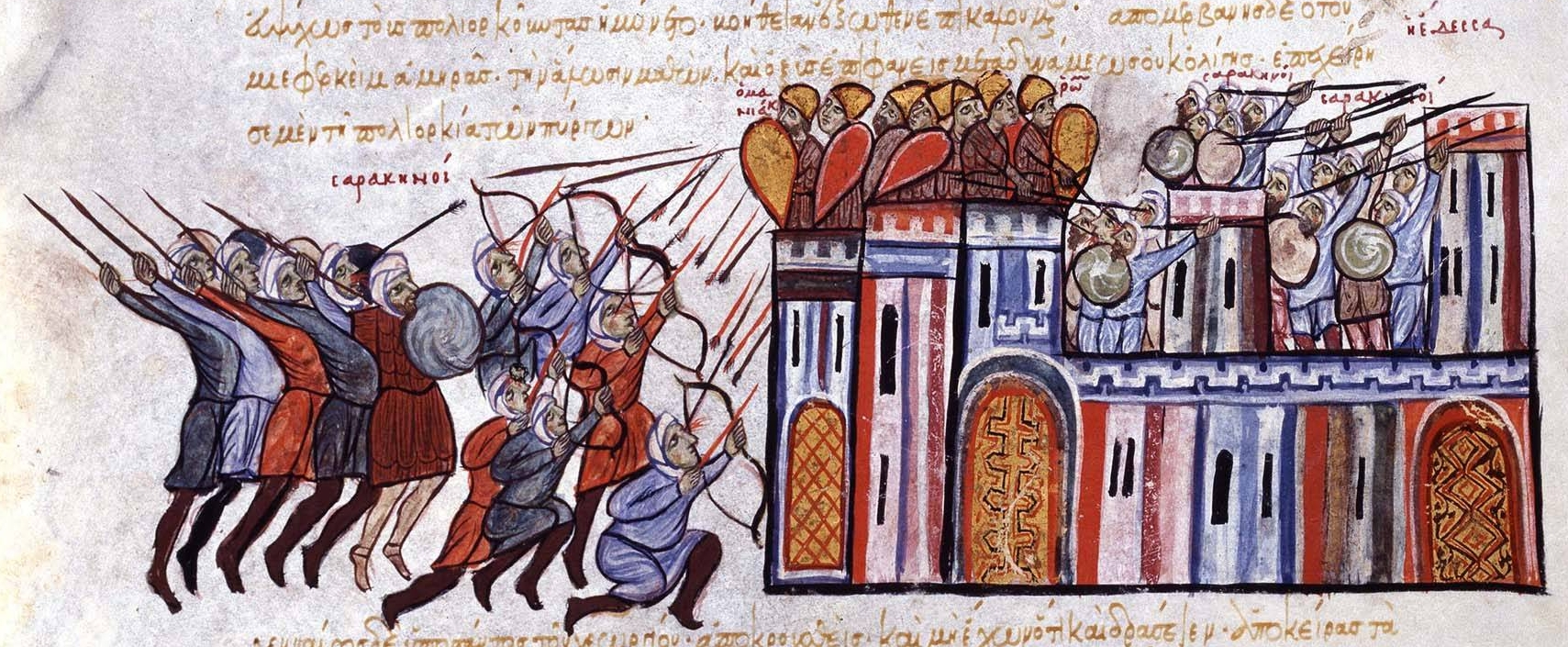
La prise d'Édesse par Maniakès dans la Chronique de Skylitzès de Madrid.

Le général Georges Maniakès parvient quelque peu à rétablir la situation en défaisant une troupe arabe lancée à la poursuite des Byzantins et qui lui intime l'ordre de leur céder le thème de Telouch qu'il gouverne. Il envoie les nez et oreilles qu'il a tranchées sur le cadavre de ses ennemis à l'empereur, qui le promeut au rang de catépan. Dans le même temps, deux généraux laissés derrière lui par Romain III lancent un raid destructeur sur la région d'Azâz. Ces succès permettent de contrebalancer la défaite de Romain III et les autorités d'Alep ne sont guère en mesure d'exploiter leur victoire en raison de leurs divisions internes et de la menace d'une invasion des Fatimides. L'émir Nasr consent finalement à un traité signé en 1031, dans lequel il reconnaît Romain III comme son suzerain et protecteur, et accepte de lui payer un tribut annuel et de lui fournir des troupes. La même année, Georges Maniakès confirme ses talents par la prise d'Édesse, une position importante en Mésopotamie où la présence byzantine s'accroît.

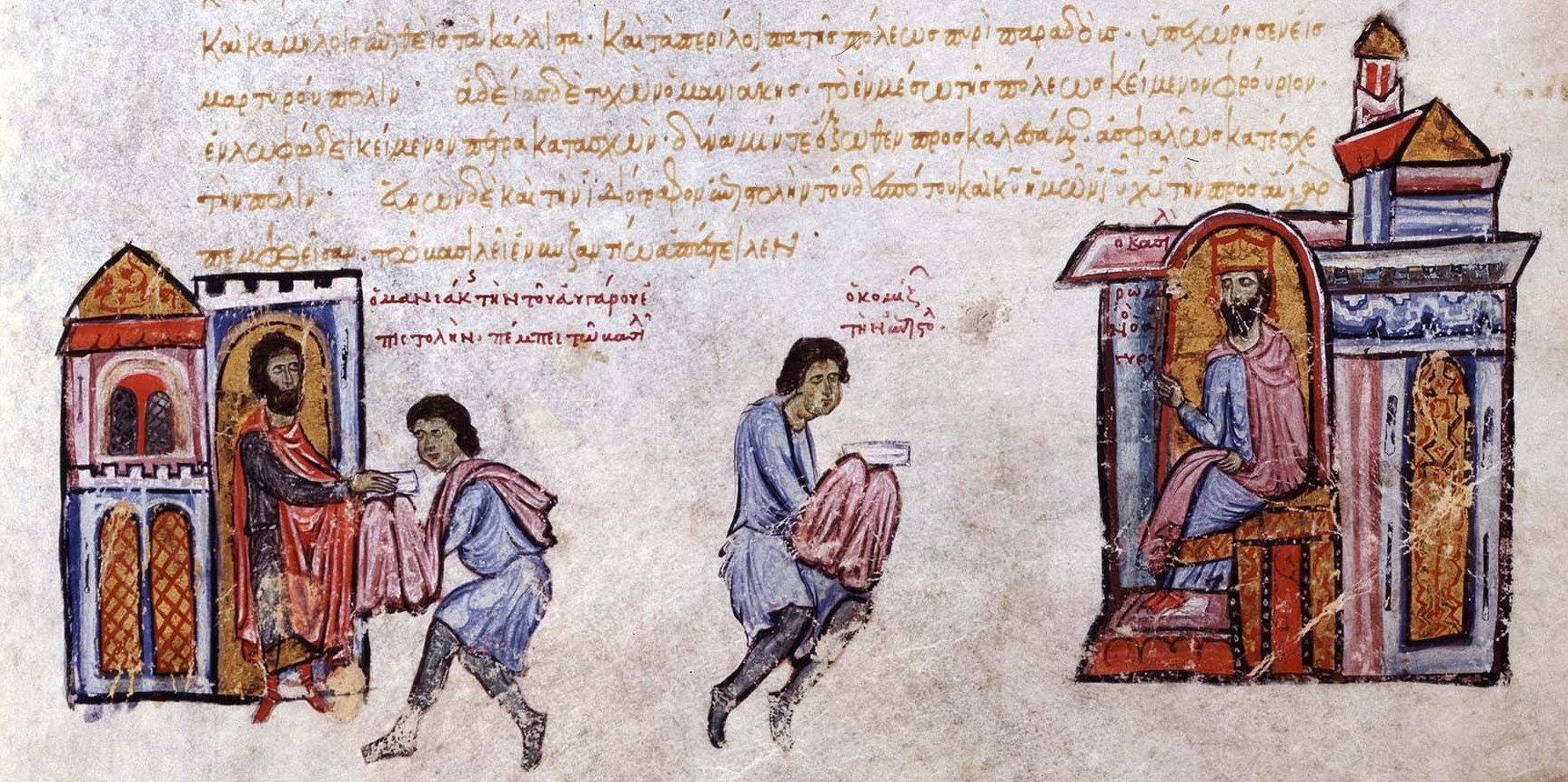
Georges Maniakès ramène à l'empereur les lettres du Christ au roi Abgar V retrouvées à Édesse.

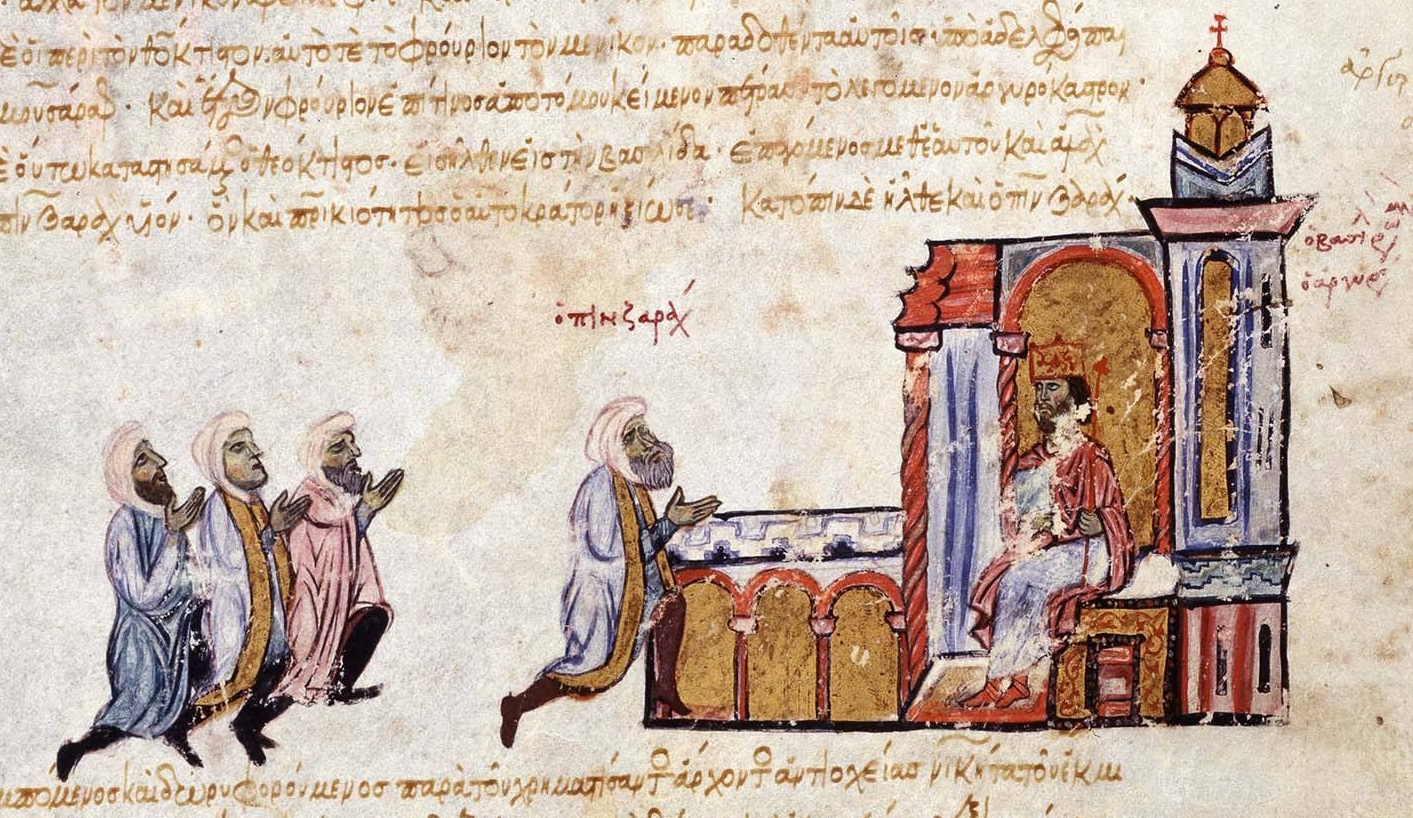
Romain III reçoit l'émir des Tayy, al-Hassan, aussi appelé Pinzarach.

Une autre région requiert l'attention impériale, proche de l'actuel Liban. En 1028, le dux d'Antioche Michel Spondylès accepte de confier une petite troupe à un prisonnier de guerre musulman, Nasr Musharraf, qui s'est proposé d'établir une principauté vassale dans les montagnes entre Laodycée de Syrie et l'émirat de Tripoli, à al-Maniqa. Seulement, une fois cela fait, Nasr se détourne des Byzantins au profit des Fatimides, qui projettent des raids autour d'Antioche. Romain III est obligé d'envoyer un général, Nicétas, qui remplace Spondylès, parer à cette menace. En 1031, avec l'aide de l'émir des Tayy, al-Hassan ibn al-Mufarrij, il pacifie la Phoenicée, prend al-Maniqa et contraint Nasr à la fuite. Al-Hassan est ensuite reçu à Constantinople par Romain III. Grâce à l'action de ses généraux et la division de ses ennemis, il peut prétendre avoir renforcé la frontière orientale et confirmé le rôle majeur de l'Empire byzantin dans le jeu proche-oriental,,,.
En 1032, il mène à nouveau une expédition militaire à travers l'Asie Mineure sans but précis. Anthony Kaldellis émet l'hypothèse qu'il souhaite simplement apparaître au devant de ses hommes et finit par rentrer dans la capitale en août, non sans s'être enquis du sort de groupes de réfugiés sur le trajet, qui fuient des famines en cours en Anatolie. Les deux dernières années de son règne, Romain III mène une intense activité diplomatique envers les autorités arabes et se pose en protecteur des Chrétiens qui vivent en terres musulmanes. Dans le traité qu'il négocie avec le calife fatimide Ali az-Zahir, il parvient à acter la reconstruction de l'église du Saint-Sépulcre, détruite par Al-Hâkim. Cependant, le traité n'est conclu qu'après la mort de Romain III, en raison de son refus de céder sur le statut d'Alep comme vassal de l'Empire. Il nomme un nouveau patriarche à Jérusalem et reçoit de l'émir d'Alep des cheveux de Saint-Jean le Baptiste qu'il peut exhiber lors d'une cérémonie dans la capitale. Enfin, les sources byzantines mentionnent un raid naval dirigé par Teknéas contre des navires à Alexandrie, qui n'apparaît pas dans les écrits arabes,.

### La consolidation de l'Empire sur les différents fronts

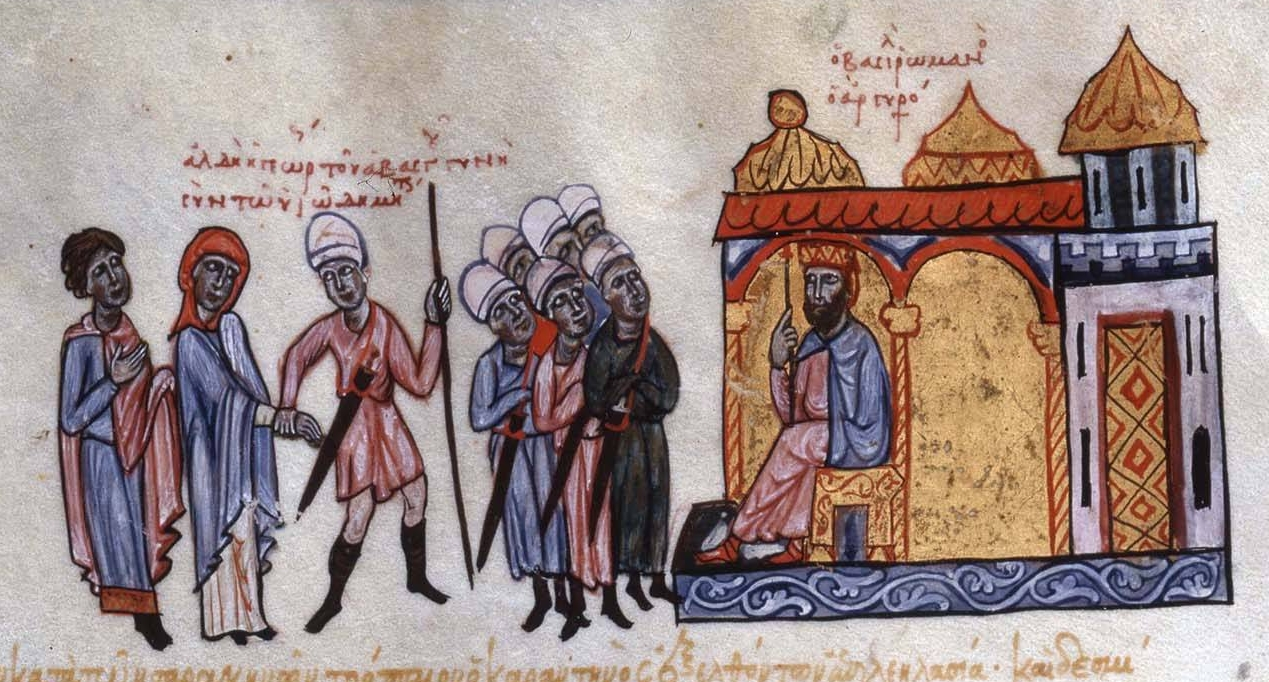
Romain III Argyre accueillant la mère de Démétrius, prétendant au trône géorgien. Chronique de Skylitzès de Madrid.

Plus au nord, la fin du règne de Romain voit une consolidation de l'emprise byzantine sur le Caucase occidental, dans la lignée des réussites de Basile II. Dans des circonstances incertaines, l'Empire acquiert la ville de Berkri dans la région du lac de Van et expulse une partie de sa population musulmane au profit de Chrétiens. Pour les Byzantins, cette conquête leur assure le contrôle d'une zone propice à des invasions en provenance de la Perse. Sur la côte de la mer Noire, Romain noue des relations ambivalentes avec le royaume de Géorgie. Dans un premier temps, il consolide la paix en recevant la régente Mariam Arçrouni qu'il comble de cadeaux et en mariant sa nièce Hélène Argyre avec Bagrat IV. Mais quelques années plus tard, il profite d'une querelle entre Bagrat et son demi-frère Démétrius pour se faire céder par celui-ci la forteresse d'Anacopia en Abkhazie, qui devient le siège d'un thème isolé, comprenant l'antique cité de Bicvinta,. Il se concilie aussi le roi d'Arménie Smbat III qui se marie avec l'une de ses nièces et qui a déjà accepté, sous Basile II, de céder son royaume à l'Empire à sa mort.

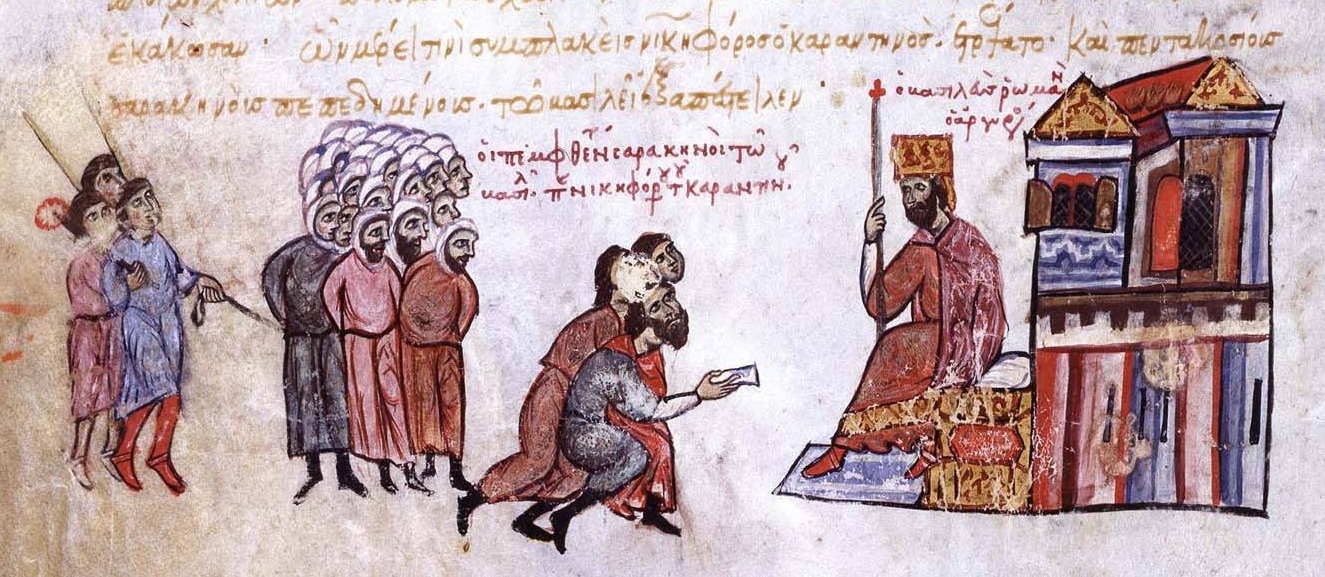
Miniature de la Chronique de Skylitzès de Madrid représentant Romain III devant les prisonniers arabes faits par Nicéphore Carantinos à l'occasion de sa victoire navale.

Dans les Balkans, l'action de Romain III est plus discrète et consiste à maintenir la domination byzantine. Il s'assure notamment de conserver de bonnes relations avec Dobronas, qui dirige la région de Zadar et de Split, dépendant de l'Empire depuis Basile Ier mais dotée d'une forte autonomie. Il le promeut protospathaire et le fait stratège du thème de Dalmatie,,. La présence impériale dans la mer Adriatique est aussi renforcée par la victoire de Nicéphore Carantinos sur une flotte arabe à Nauplie en 1032. En revanche, en Italie byzantine, les Arabes de l'émirat de Sicile multiplient les raids que le catépan (gouverneur) Pothos Argyre peine à repousser, et il se pourrait même qu'il ait péri lors des combats,. De son côté, la frontière danubienne voit l'irruption de la menace des Petchénègues qui commencent à lancer des raids au sud du fleuve sous Romain III.

## Politique intérieure
Romain III souhaite rapidement imposer sa marque mais n'a pas les capacités des figures historiques auxquelles il se réfère. Admirateur de Marc Aurèle, il a en tête l'image du philosophe roi, tout en rêvant d'égaler les prouesses militaires de Trajan ou les constructions de Justinien Ier. Il a souvent été perçu comme un représentant de l'aristocratie civile, par distinction avec l'aristocratie militaire de l'Empire. Cette dichotomie, établie notamment par Georg Ostrogorsky a longtemps été utilisée pour expliquer les dissensions au sein de l'élite dirigeante byzantine au milieu du XIe siècle, avec une aristocratie civile soucieuse de préserver ses privilèges, en particulier fiscaux. Néanmoins, cette thèse est de plus en plus remise en question. Romain semble gouverner en s'appuyant sur des eunuques, comme Jean l'Orphanotrophe, ou des membres de sa famille, à l'image de Pothos Argyre nommé en Italie ou de Constantin Caranténos, son beau-frère. S'il abaisse dans un premier temps la fiscalité sur les propriétés, avec par exemple la suppression de l’allèlengyon, l'interprétation de cette décision a évolué. Cet outil fiscal a été instauré par Basile II pour que les impôts impayés, par exemple en raison de l'insolvabilité du contribuable, soit à la charge d'un propriétaire plus fortuné. Les historiens y ont parfois vu un moyen de limiter la montée en puissance d'une aristocratie trop influente. Néanmoins, s'il est vrai que l'abandon de l’allèlengyon a sûrement été demandé par les couches les plus aisées de la société, les travaux les plus récents tempèrent la thèse qui en ferait le symbole d'un retournement complet par rapport à la législation de la dynastie macédonienne et la preuve que Romain III veut d'abord servir les intérêts de l'aristocratie,.

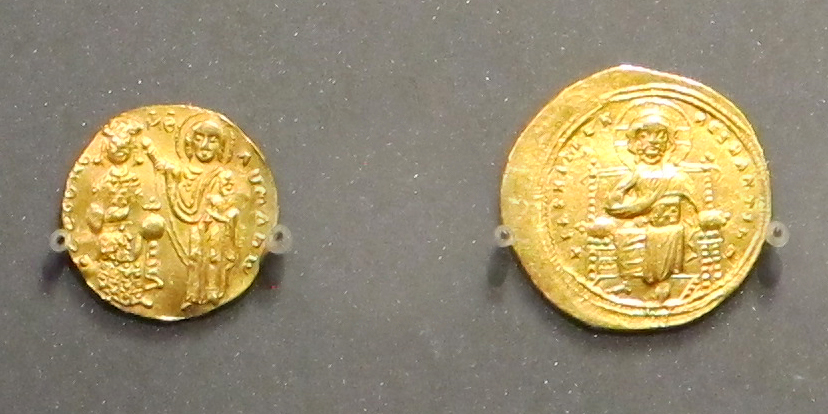
Nomisma histamenon, monnaie d'or, à l'effigie de Romain III.

Dans l'ensemble, les premiers mois du règne de Romain III sont l'occasion pour celui-ci de se concilier de larges pans de la société par des mesures diverses et variées : hausse des revenus pour la basilique Sainte-Sophie, libération de prisonniers, notamment ceux qui ont été condamnés par son prédécesseur, paiement de rançons pour libérer des Byzantins captifs des Petchénègues, annulation de dettes fiscales etc. Selon Kaldellis, il cherche alors « désespérément » à se rendre populaire. Si ces mesures ont pu le faire passer pour un empereur dépensier, il se montre ensuite plus rigoureux en matière budgétaire et contribue au développement de l’epi tōn oikeiakōn, un service en passe de devenir le principal bureau financier de l'Empire,.
Pour lutter contre les effets de la famine en Anatolie et éviter l'afflux de réfugiés à Constantinople, il donne à chaque foyer contraint de quitter sa région d'origine trois nomismata, l'équivalent de la taxation annuelle sur une propriété paysanne de taille moyenne, pour l'encourager à revenir dans son village.
Si Romain III profite des coups d'éclat militaires de ses officiers, son échec personnel à Azâz ne contribue guère à affermir sa légitimité. Ainsi, son règne est marqué par des conspirations contre lui. Dès 1029, Constantin Diogène, alors dux de Thessalonique, est soupçonné de vouloir le renverser et il est emprisonné, tandis que ses supposés complices sont exilés, comme Eustathe Daphnomèle,. Théodora, sa belle-sœur, est aussi impliquée dans des complots. En 1029, elle prévoit d'épouser le prince bulgare Pressiyan et d'usurper le trône. Le complot est démasqué par Zoé et Pressiyan est aveuglé puis tonsuré et contraint de devenir moine. Théodora, elle, est épargnée mais en 1031, elle est de nouveau impliquée dans une conspiration avec Constantin Diogène. Cette fois, elle est exilée dans un monastère, tandis que Diogène est torturé et se jette dans le vide depuis sa cellule. En 1032-1033, Basile Sklèros, le beau-frère de l'empereur, sorti de l'exil par celui-ci après avoir été aveuglé par Constantin VIII, est accusé de conspiration contre le trône et expulsé de Constantinople,.

### Politique religieuse et culturelle

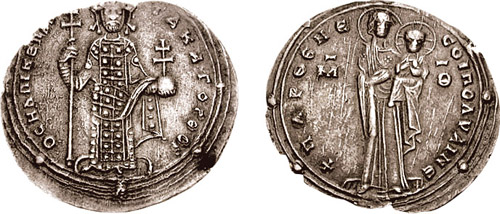
Miliarésion de Romain III Argyre.

Alors que l'Empire est en pleine floraison culturelle avec la renaissance macédonienne, la cour de Romain III est réputée pour accueillir un grand nombre d'intellectuels, avec qui l'empereur a probablement noué des relations dans le cadre de ses fonctions à la capitale avant de monter sur le trône. Comme beaucoup de ses prédécesseurs, Romain III se fait constructeur et bâtit l'église Sainte-Marie-Peribleptos, qui veut dire « admiré de tous » car elle est située sur une pente d'une des collines de Constantinople qui descend vers la mer de Marmara,. Si elle devient un important sanctuaire, son coût suscite des critiques parmi ses contemporains. Par ailleurs, il restaure un certain nombre d'infrastructures dans la capitale, dont ses aqueducs. C'est sous son règne qu'est redécouverte l'icône de la Vierge des Blachernes à l'occasion des travaux de restauration de l'église Sainte-Marie-des-Blachernes. Elle devient l'objet d'une cérémonie célébrée tous les vendredis.
En matière religieuse, l'action de Romain III est à la fois guidée par sa volonté de défendre le christianisme en Orient mais aussi de lutter contre les pratiques considérées comme hérétiques, comme en témoignent ses actes en tant que krites de l'Opsikion cités plus haut. Comme empereur, il rompt avec la politique de tolérance envers les églises orientales qui n'ont jamais accepté les conclusions du concile de Chalcédoine, alors que ses prédécesseurs, dans la lignée de Jean Tzimiskès, se sont gardés de rallumer le conflit. En 1029, le patriarche de Constantinopple Alexis Studite reçoit une requête de l'évêque chalcédonien de Mélitène qui se plaint des Jacobites dans sa région. Le patriarche et l'empereur décident alors de convoquer le patriarche jacobite Jean VIII, établi à Germanicée. Il reçoit l'injonction de rejoindre la foi orthodoxe, ce qu'il refuse, conduisant à son exil sur le mont Ganos jusqu'à sa mort en 1033. À cette date, les Jacobites d'Orient lui élisent un successeur qui s'établit à Diyarbakır, en-dehors de l'Empire, pour échapper aux persécutions croissantes à l'encontre de son Église, à l'image de profanations dans l'église jacobite de Constantinople,,.
Dans l'ensemble, Romain a de bonnes relations avec le patriarche Alexis Studite, en fonction depuis 1025 et qu'il connaît probablement avant son arrivée sur le trône en tant qu’oikonomos de Sainte-Sophie. La suppression de l’allèlengyon, qui pèse lourdement sur l'institution ecclésiastique, favorise ces bons rapports, de même que la décision de Romain III d'accroître les revenus de Sainte-Sophie d'une dotation annuelle de quatre-vingt litrae d'or puisée dans le trésor impérial. En retour, une mosaïque le représentant avec Zoé aux côtés du Christ est confectionnée et placée dans la basilique. Vlada Stankovic voit dans les faveurs de Romain III envers l'Église un signe de l'émancipation du pouvoir patriarcal face à la tutelle souvent pesante l'empereur.

## Fin de règne

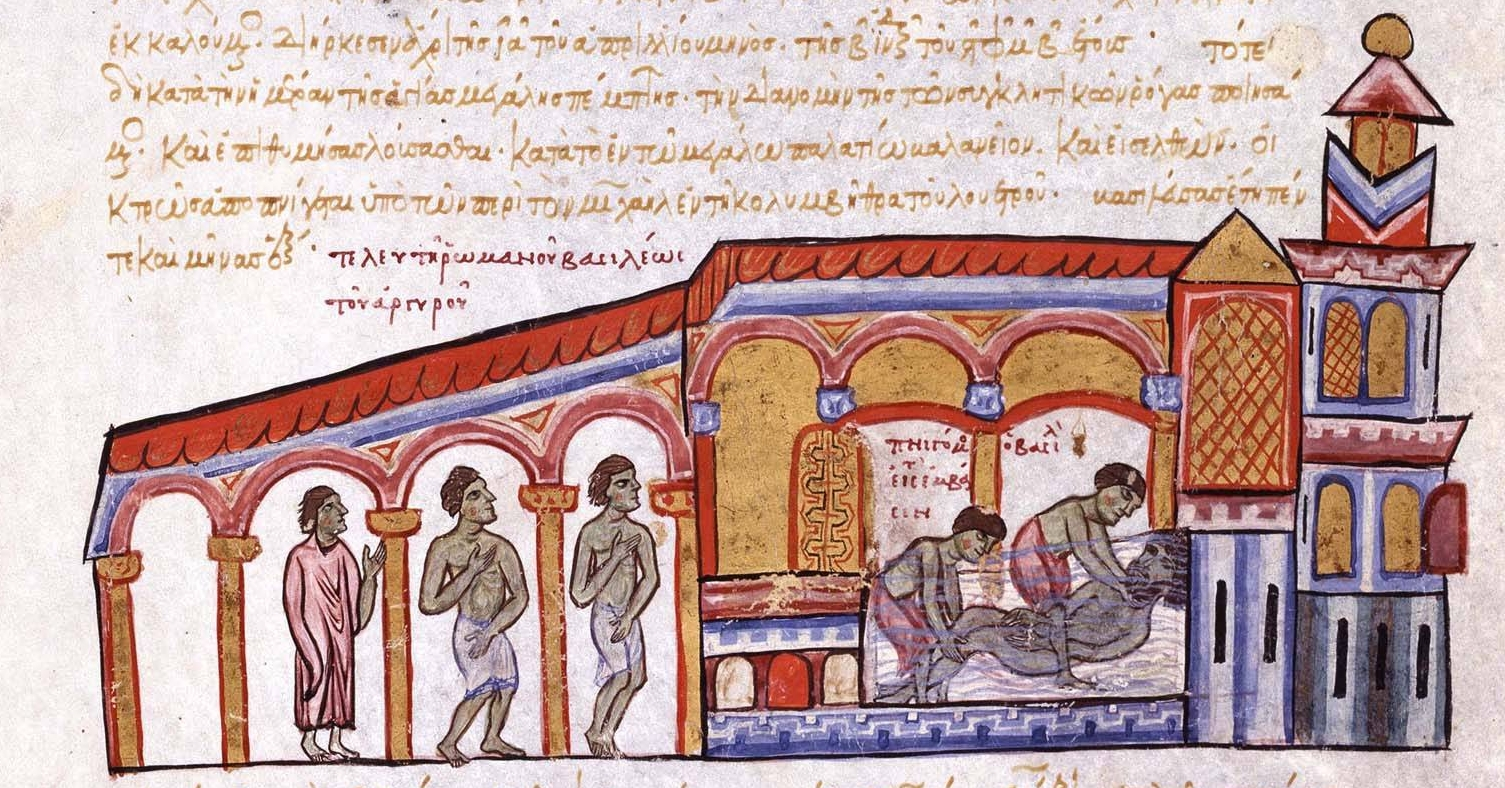
Miniature de la Chronique de Skylitzès de Madrid représentant la mort de Romain III, illustrée sous forme d'un meurtre.

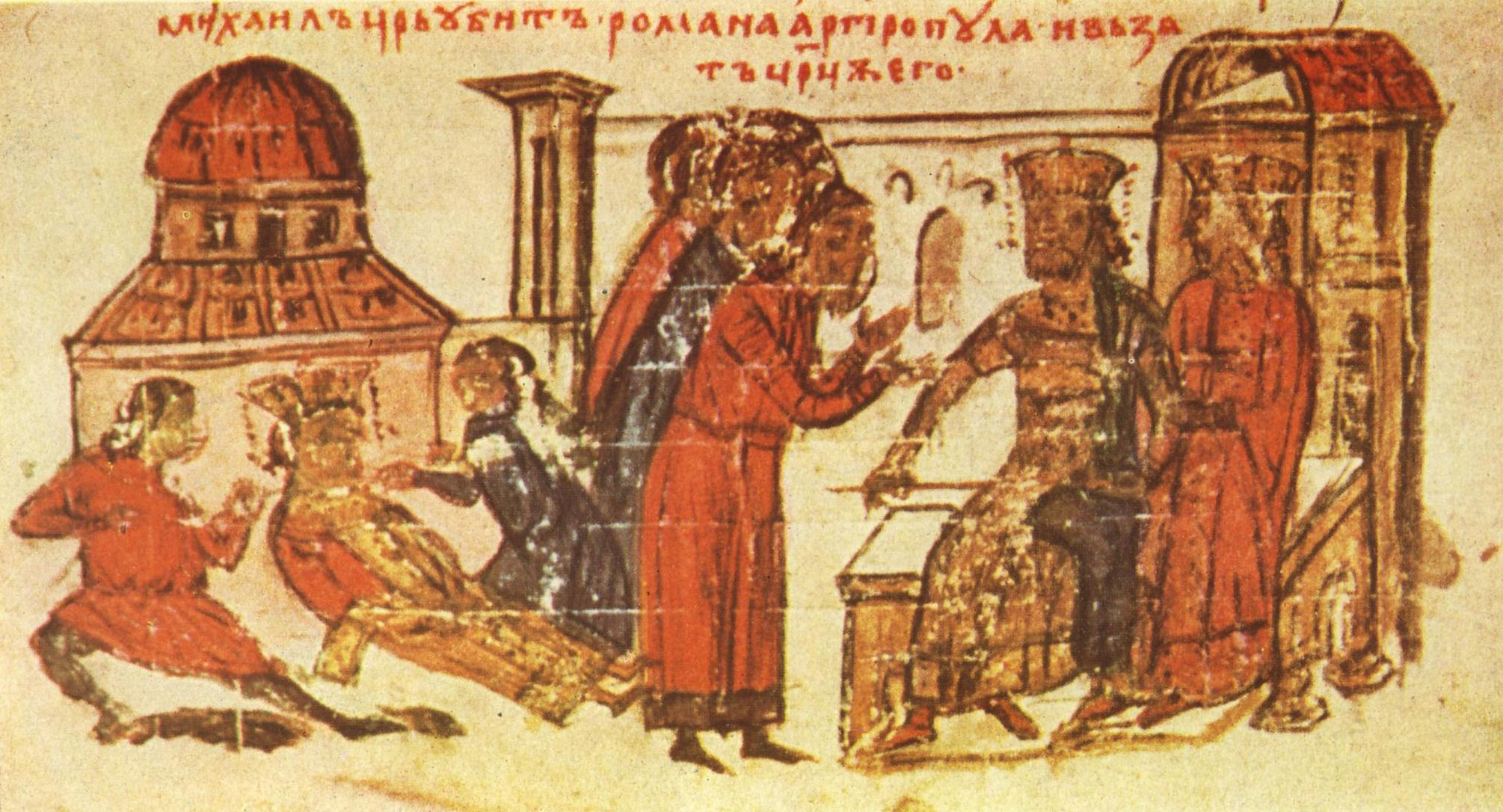
Miniature issue de la chronique de Constantin Manassès représentant la mort de Romain III sur les ordres de Michel IV.

Dans les derniers mois de son règne, Romain III semble entretenir une relation de plus en plus difficile avec Zoé. Dès lors qu'ils ont la conviction de ne pas pouvoir avoir d'enfants, il la délaisse et la prive de tout accès au trésor impérial. Il aurait eu une maîtresse tandis que sa femme s'éprend d'un homme issu d'une famille travaillant dans le change de monnaies, Michel dit le Paphlagonien, frère de l'eunuque Jean. Ce dernier est un influent courtisan, devenu parakimomène (sorte de chambellan) de Romain III dont il est le principal conseiller après l'avoir servi avant sa montée sur le trône. C'est lui qui fait entrer Michel à la cour. Romain ne semble pas s'offusquer de cette idylle qui ne tarde pourtant pas à être connue de tous à la cour. Sa sœur Pulchérie va même jusqu'à l'avertir de la possibilité d'un complot contre lui. Au début de l'année 1034, il tombe malade et perd ses cheveux, sa barbe et du poids. Lors de la semaine sainte, le 10 ou le 11 avril, après avoir distribué la roga aux sénateurs, il meurt alors qu'il prend un bain. Les circonstances de cette mort font émerger des soupçons d'empoisonnement, soit de la part de Zoé, soit de la part de Jean. Face à l'efficacité contrastée de ce procédé, ils auraient fini par avoir recours au meurtre. Michel Psellos semble accréditer cette thèse puisqu'il écrit que son cadavre rappelle « celui des corps gonflés et pâlis par l'absorption de poisons », tandis que Jean Skylitzès est encore plus direct dans ses accusations contre Zoé. Dans tous les cas, il est enterré dans l'église Sainte-Marie-Peribleptos. Dès le lendemain, Zoé épouse Michel IV qui devient le nouvel empereur. En dépit des soupçons qui pèsent sur la mort de Romain III, le poète Christophe de Mytilène note que les « hommes les meilleurs rejoignent bien vite le nouvel empereur et Romain tombe rapidement dans l'oubli ».

## Historiographie

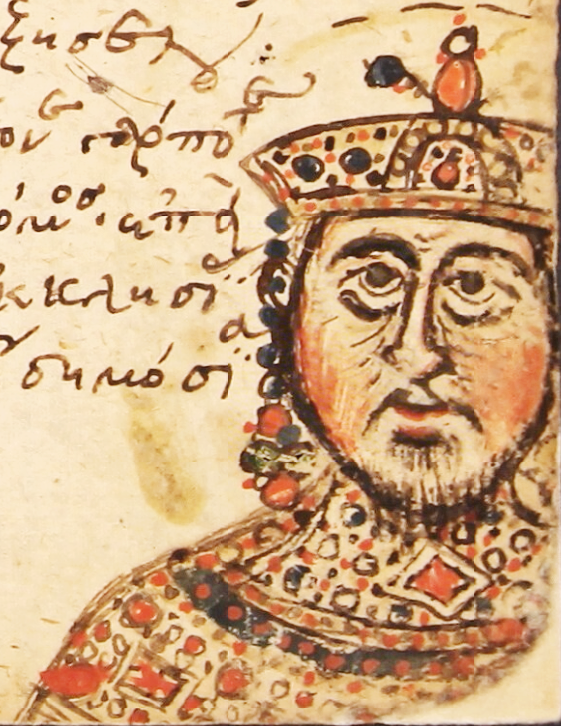
Miniature représentant Romain III dans le Mutinensis gr. 122.

Avec Romain Argyre commence la fin de la dynastie macédonienne, dépourvue de représentants masculins. Pour plusieurs historiens comme Ostrogorsky, c'est le début d'un affrontement entre deux composantes de l'élite byzantine, la noblesse civile et l'aristocratie militaire, cette dernière étant généralement valorisée au détriment de la première, vue comme une oligarchie soucieuse de conserver ses privilèges. Ainsi, l'historien yougoslave a une vision passablement négative de Romain III, « entièrement dépourvu des attitudes de chef d’État » et cherchant constamment à se comparer à de grandes figures historiques dont il n'est pas à la hauteur. Il en fait le responsable de « l'abandon officiel de la politique de Basile II » avec la suppression de l’allèlengyon, impôt pesant sur les plus riches, symptôme selon lui de la prise du pouvoir de l'aristocratie foncière. Louis Bréhier voit avec lui le début de l'ère des princes-époux, dont la légitimité impériale tient à leur épouse, en l'occurrence Zoé, mais il note qu'ils sont généralement médiocres. S'il reconnaît à Romain III d'être le seul dont « le passé donnait quelque prestige », il porte à son passif son accointance supposée avec les grands propriétaires terriens, favorisant l'appauvrissement de la paysannerie moyenne, pilier de l'armée byzantine par les effectifs qu'elle a su procurer jusque-là. Depuis lors, cette vision a été largement contestée. Jean-Claude Cheynet a notamment démontré les limites de l'opposition entre noblesse civile et militaire et rappelé que si Romain III a une carrière civile, d'autres membres de sa famille sont des militaires accomplis. Avec Jean-François Vannier, il souligne sa « quasi-obsession à poursuivre les politiques de ses prédécesseurs », notamment l'expansionnisme en Orient. Les historiens reconnaissent souvent en Romain III un « empereur chanceux » selon les termes d'Anthony Kaldellis, qui profite du dynamisme de l'Empire et de quelques figures notables comme Georges Maniakès pour faire rayonner la puissance impériale. Il estime qu'il n'existe pas de preuves solides qu'il ait agi en faveur de l'aristocratie foncière, mais qu'il gouverne plus ou moins comme Constantin VIII tout en étant « plus affable mais aussi plus faible ». Conscient de la fragilité de son pouvoir, il tente de le consolider par des succès militaires ou par des faveurs de diverses sortes au début de son règne, sans grands résultats.

## Cinéma et télévision
Romain III Argyre est l'un des personnages de la série télévisée Vikings: Valhalla. Il est incarné par l'acteur franco-américain Nikolai Kinski.